# カリメロ
『カリメロ』（Calimero）は、黒いヒヨコのキャラクター及びそのキャラクターを主人公としたテレビアニメ作品である。

## 概要
イタリアの漫画家であるニーノ・パゴットとトーニ・パゴットのパゴット兄弟と、兄弟のアニメ制作会社に勤めていた漫画家のカルロ・ペロニによって1963年に考案された。当初はイタリアの洗剤会社Mira Lanza（現・Reckitt Benckiser (Italia)）がRAIのCM番組カロゼッロ向けに製作したアニメーションCMのキャラクターとして登場し、CMがイタリアの視聴者から好評を得たため短編アニメ作品が製作された。
CMキャラクターを元にして製作された短編作品は、1963年7月14日よりイタリア国内で放送を開始した。アニメーションは全290話が製作され、各国の言語に翻訳されイタリア国外でも放送（放映）された。

### キャラクター
カリメロは卵の殻を頭にかぶっている黒いヒヨコである。テレビCMでは当初は白いヒヨコで、産まれた際に殻が割れにくく、脚だけが殻から飛び出した状態で巣から水たまりに落ち、泥で黒くなってしまった。黒くなったため親にも気付かれず途方にくれるが、人間に拾われMira Lanzaの洗剤AVAに浸されて白い色に戻るという内容であった。

## テレビアニメ
合計3作品の制作・放映が行われている。
- 第1作(1974年)
- 第2作(1992年)
- 第3作(2013年)

第1作及び第2作は日本が制作し、第3作はフランス・イタリアを中心とした体制で制作された。

### 第1作
当時、『カリメロ』の放映権を手にしていた日本の会社であるK&Sが東映動画と共に日本向けに全45話のテレビアニメを制作し、1974年10月15日から1975年9月30日にNET（現:テレビ朝日）系列で放送された。厚生省中央児童福祉審議会推薦作品。
本作に脚本家として参加した井出隆久によれば『ムーミン』のように原作者との交渉が行われ、当初の構想が使用できなくなるなど脚本作りにおいて苦心を重ねた様子が明かされた。
放送終了後はCSでの再放送が行われたが、日本国内での映像ソフト化は実現していない。

#### 声の出演（第1作）
- カリメロ - 三輪勝恵[5]
- プリシラ - 野村道子[5]→桂玲子
- ピーター - 肝付兼太[5]
- フクロウ先生、ネズミギャング・ペペ - 八奈見乗児[5]
- ブータ - 山本圭子 / 野沢雅子[5]
- デッパ - 千々松幸子
- カリメロの父、チーボス、ボビー - 緒方賢一
- カリメロの母 - 野沢雅子
- 校長先生 - 北川国彦

#### スタッフ（第1作）
- 原作：ニーノ・パゴット、トニー・パゴット、カルロ・ペロニ
- 連載：小学館の学習雑誌
- 企画：関根光致子（K&S）
- 企画協力：山田太一
- 監修：矢吹公郎
- 音楽：木下忠司
- キャラクター監修：高橋信也
- 美術監督：千葉秀雄
- チーフディレクター：芹川有吾
- NETプロデューサー：後藤武彦
- 製作担当：籏野義文（東映動画）※フィルムクレジット上はノンクレジット。
- 撮影：金田顕一、金子周司
- 編集：千蔵豊（タバック）
- 音響ディレクター：本田保則
- 録音：神原広巳、小久保正雄（タバック）
- 効果：イシダサウンドプロ、E&Mプランニングセンター
- 選曲：宮下滋
- 現像：東映化学
- 制作進行：小宮博秀、佐伯雅久 他
- 制作協力：東映動画、博報堂
- 制作：NET、K&S

※以上の表記と内容は衛星放送再放送時のフィルムクレジットと諸資料に基づく。

#### 主題歌（第1作）
オープニングテーマ - 「ぼくはカリメロ」
作詞 - よしだたけし / 作曲 - 木下忠司 / 歌 - 山崎リナ
エンディングテーマ1 - 「好きなのプリシラ」（第1話 - 第9話）
作詞 - 山田太一 / 作曲 - 木下忠司 / 歌 - 山崎リナ
エンディングテーマ2 - 「この顔だあれ?」（第10話 - 第45話（最終回））
作詞 - よしだたけし / 作曲 - 木下忠司 / 歌 - 山崎リナ
※絵描き歌になっていてカリメロの姿を描いている。
- レコード：ポリドール・レコード

#### 放送局（第1作）
※ 系列は2022年現在のもの。
| 放送地域      | 放送局           | 放送日時                                                                | 放送系列                      | 備考 |
| ------------- | ---------------- | ----------------------------------------------------------------------- | ----------------------------- | --- |
| 関東広域圏    | テレビ朝日       | 火曜 19:30 - 20:00（1975年3月まで） 火曜 19:00 - 19:30（1975年4月から） | テレビ朝日系列                | 本放送当時はNETテレビ（日本教育テレビ）                                                                    |
| 北海道        | 北海道テレビ     | 火曜 19:30 - 20:00（1975年3月まで） 火曜 19:00 - 19:30（1975年4月から） | テレビ朝日系列                | |
| 青森県        | 青森テレビ       | 水曜 18:00 - 18:30                                                      | TBS系列                       | 1975年3月まではNETテレビ（現：テレビ朝日）系列局 （正式ではないが事実上TBS系列とのクロスネット局）         |
| 青森県        | 青森放送         | 水曜 17:25 - 17:55                                                      | 日本テレビ系列 テレビ朝日系列 | 青森テレビのTBS系列にネットチェンジ （事実上の一本化）後の1975年4月からのネット 数か月遅れネット           |
| 宮城県        | 宮城テレビ       | (1975年3月までは先行ネット)                                             | 日本テレビ系列                | 放送当時はNETテレビ（現：テレビ朝日）系列 とのクロスネット局                                               |
| 福島県        | 福島中央テレビ   | 土曜19:00-19:30                                                         | 日本テレビ系列                | 放送当時はNETテレビ（現：テレビ朝日）系列 とのクロスネット局                                               |
| 新潟県        | 新潟放送         | 水曜 17:30 - 18:00                                                      | TBS系列                       | |
| 山梨県        | テレビ山梨       | 木曜 18:00 - 18:30                                                      | TBS系列                       | |
| 静岡県        | 静岡放送         | 火曜 18:00 - 18:30                                                      | TBS系列                       | |
| 石川県        | 北陸放送         | 火曜 17:25 - 17:55                                                      | TBS系列                       | |
| 福井県        | 福井放送         | 火曜 18:00 - 18:30                                                      | 日本テレビ系列                | |
| 富山県        | 富山テレビ       |                                                                         | フジテレビ系列                | |
| 長野県        | 長野放送         | 水曜 18:00 - 18:30                                                      | フジテレビ系列                | 数か月遅れネット                                                                                           |
| 中京広域圏    | 名古屋テレビ     | 火曜 19:30 - 20:00（1975年3月まで） 火曜 19:00 - 19:30（1975年4月から） | テレビ朝日系列                | |
| 近畿広域圏    | 毎日放送         | 火曜 19:30 - 20:00（1975年3月まで） 火曜 19:00 - 19:30（1975年4月から） | TBS系列                       | 本作放送当時はNETテレビ（現：テレビ朝日）系列 ネットチェンジで朝日放送へ移行                               |
| 近畿広域圏    | 朝日放送         | 火曜 19:30 - 20:00（1975年3月まで） 火曜 19:00 - 19:30（1975年4月から） | テレビ朝日系列                | 放送途中の1975年3月まではTBS系列 ネットチェンジで毎日放送から移行 後年には毎日放送での放送分の再放送も実施 |
| 島根県･鳥取県 | 山陰放送         | 月曜 18:00 - 18:30                                                      | TBS系列                       | |
| 岡山県        | 岡山放送         | 日曜 10:00 - 10:30→ 金曜 18:00 - 18:30                                  | フジテレビ系列                | 本作放送時の放送免許エリアは岡山県のみで、 NETテレビ（現：テレビ朝日）系列との クロスネット局              |
| 広島県        | 広島ホームテレビ | 金曜 19:00 - 19:30                                                      | テレビ朝日系列                | |
| 愛媛県        | 南海放送         | 月 - 金 17:25 - 17:55                                                   | 日本テレビ系列                | 1975年8・9月に月 - 金の帯時間帯で集中放送。                                                                |
| 高知県        | テレビ高知       |                                                                         | TBS系列                       | キー局の放送終了後に遅れネット。                                                                           |
| 香川県        | 瀬戸内海放送     | 火曜 19:30 - 20:00（1975年3月まで） 火曜 19:00 - 19:30（1975年4月から） | テレビ朝日系列                | 本作放送時の放送免許エリアは香川県のみ                                                                     |
| 福岡県        | 九州朝日放送     | 火曜 19:30 - 20:00（1975年3月まで） 火曜 19:00 - 19:30（1975年4月から） | テレビ朝日系列                | |
| 大分県        | テレビ大分       | 木曜 18:00 - 18:30                                                      | フジテレビ系列 日本テレビ系列 | 放送当時はフジテレビ、日本テレビ、NET各系列 とのトリプルクロスネット局。 数か月遅れネット                  |
| 熊本県        | テレビ熊本       | 金曜 19:00 - 19:30                                                      | フジテレビ系列                | 放送当時はフジテレビ、日本テレビ、NET各系列 とのトリプルクロスネット局。 数か月遅れネット                  |
| 鹿児島県      | 鹿児島テレビ     | 金曜17:55 - 18:25                                                       | フジテレビ系列                | 放送当時はフジテレビ、日本テレビ、NET各系列 とのトリプルクロスネット局。 数か月遅れネット                  |
| 宮崎県        | 宮崎放送         | 月曜17:20 - 17:50                                                       | TBS系列                       | |

### 第2作
『楽しいムーミン一家』のテレスクリーンが製作し、テレビ東京系列にて1992年10月15日から1993年9月9日まで木曜19:00〜19:30（JST）に放送、同年12月に残り10話分が集中放送された。制作は9話までをテレ・イメージが担当し、10話以降は制作協力として関わっていたビジュアル80が昇格する形で引き継いでいる。
前作に見られた「色の黒さゆえにピーター達からいじめられる」という設定は削られ、みんなを引っ張っていく頼もしいヒーローになった。
テレビ東京の木曜19時枠としては最後のモノラル放送アニメである。今作は前作に登場しなかったジュリアーノが登場する。

#### 声の出演（第2作）
- カリメロ - 安達忍
- プリシラ - 岡村明美
- ジュリアーノ - 上田祐司
- ピーター - 大森章督
- スージー - 佐々木菜摘
- ロシータ - 笠原弘子
- クリティチュリ - 西村知道
- パンクラッチョ - 松本梨香
- ピーターのママ - 高乃麗
- ペペ - 江原正士
- ポポ - 中嶋聡彦
- ピピ - 立木文彦
- 先生 - 小野英昭
- ペルーリ - 伊倉一寿
- 刑事 - 近藤芳正
- ジュリエッタ - 羽田小百合
- ドンピート - 緒方賢一
- 子分 - 中嶋聡彦・立木文彦・江川央生
- ジェリー - 菊池正美
- トミー - 近藤芳正
- マイク - 西村智博
- ブッチ - 立木文彦
- 店主 - 中嶋聡彦

#### スタッフ（第2作）
- 原作：ニーノ・パゴット、トニー・パゴット、カルロ・ペロニ ※フィルムクレジット上は「ニーノ＆トニー・パァゴット」。
- 制作：多葉田一夫
- キャラクターデザイン：西野理恵
- 美術設定：土師勝弘
- 音楽：山本純ノ介
- 撮影監督：佐野禎史
- 音響監督：浅梨なおこ、宇井孝司
- プロデューサー：池田朋之（テレビ東京）、小坂聖（テレスクリーン）、小平正夫（テレ・イメージ）→宮下勇治（ビジュアル80）
- 総演出：冨永恒雄
- 制作協力：三井物産
- オープニングアニメ：毛利和昭
- エンティングアニメ：工藤裕加
- 調整：山田冨二男、内田誠
- 効果：石野貴久
- 編集：森田編集室
- タイトル：マキ・プロ
- 現像：IMAGICA
- 制作デスク：月野正志
- 制作事務：迫直子
- 広報担当：伊藤真理（テレビ東京）
- 文芸担当：吉田伸
- 担当演出：うえだしげる
- アニメーション制作：テレ・イメージ（現:ワコープロ）→ビジュアル80
- 制作：テレビ東京、テレスクリーン

#### 主題歌（第2作）
オープニングテーマ「ねぇ!カリメロ」
作詞 - AZUSA / 作曲 - 茂村泰彦 / 編曲 - 飛澤宏元 / 歌 - ラズベリー
エンディングテーマ「恋に気をつけて」
作詞 - 坂田和子 / 作曲 - 瀬井広明 / 編曲 - 飛澤宏元 / 歌 - ラズベリー
上記2曲を収録したCDは、キングレコードより発売された。

#### 放送局（第2作）
系列は放送終了時（1993年12月）のもの。同時ネット局は全てテレビ東京系列フルネット局（放送当時）。
| 放送期間、または放送形態      | 放送時間           | 放送局         | 対象地域       | 備考                                                   |
| ----------------------------- | ------------------ | -------------- | -------------- | ------------------------------------------------------ |
| 1992年10月15日 - 1993年9月9日 | 木曜 19:00 - 19:30 | テレビ東京     | 関東広域圏     | 制作局                                                 |
|                               |                    | テレビ北海道   | 北海道         |                                                        |
|                               |                    | テレビ愛知     | 愛知県         |                                                        |
|                               |                    | テレビ大阪     | 大阪府         |                                                        |
|                               |                    | テレビせとうち | 岡山県・香川県 |                                                        |
|                               |                    | TXN九州        | 福岡県         | 現・TVQ九州放送                                        |
| 遅れネット                    | 金曜 17:00 - 17:30 | 青森朝日放送   | 青森県         | テレビ朝日系列                                         |
|                               | 日曜 5:30 - 6:00   | テレビ岩手     | 岩手県         | 日本テレビ系列                                         |
| 1994年10月7日 -               | 金曜 16:30 - 17:00 | 富山テレビ     | 富山県         | フジテレビ系列                                         |
| 遅れネット                    | 木曜 16:00 - 16:30 | 山梨放送       | 山梨県         | 日本テレビ系列                                         |
|                               | 月曜 19:30 - 20:00 | 山陰中央テレビ | 島根県・鳥取県 | フジテレビ系列                                         |
|                               | 木曜 16:30 - 17:00 | 鹿児島テレビ   | 鹿児島県       | 放送当時はフジテレビ系列・日本テレビ系列のクロスネット |

#### ビデオソフト（第2作）
1995年から1996年にかけて、SOFTX、BMGビクター、ビームエンタテイメント（現：ハピネット）より42話分を収録したVHSソフトが発売された。1997年には傑作エピソード1話を収録したVHSソフトがPSG（ピーエスジー）より発売。裏には付録としてカリメロたちのぬり絵がある。
BMGビクター／ビームエンタテイメント発売分
- VOL.1 潜入! ゆうれい城の秘密 他2話
- VOL.2 発見! 工事現場に古代遺跡 他2話
- VOL.3 怪奇! 枯れた花のナゾ 他2話
- VOL.4 突撃! 海賊船をやっつけろ! 他2話
- VOL.5 大混戦!? オバートグランプリ 他2話
- VOL.6 登場! 世紀の大発明家ドビンチ 他2話
- VOL.7 お見事!? スージーは名ジョッキー 他2話
- VOL.8 さがせ! 消えた人魚姫 他2話
- VOL.9 魔法の国の大冒険 他2話
- VOL.10 大恋愛!? 逃げ出した花嫁 他2話
- VOL.11 追跡! 大トカゲのお引っ越し 他2話
- VOL.12 カーニバルで大フィーバー 他2話
- VOL.13 探検! 謎のユウレイ島 他2話
- VOL.14 原始時代で大冒険! 他2話

### 第3作
1963年のキャラクター登場から50年となる2013年、イタリアで新作のCGIアニメが製作された。各11分で104話、日本での話数は103話。イタリアでの放送はRAI 2で2014年まで、フランスではTF1で放送され、日本でも2014年10月7日から2016年9月25日までテレビ東京系で放送。ネット配信のGYAO!と楽天ShowTime(いずれも月曜12時00分更新)でも2014年10月から1週遅れで配信された。
なお、2015年4月改編でテレビ東京が平日朝7:30～8:15の45分枠に生放送の情報ワイド「チャージ730!」を立ち上げることが決まったため、同年4月から放送時間を土曜9:00 - 9:14枠に移動した。2016年4月改編で新ウルトラマン列伝が土曜9時00分に移動するため、同年4月から放送時間を日曜7時00分 - 7時14分に移動した。2016年10月改編で「こねこのチー ポンポンらー大冒険」が開始されるが、9月18日にはいとしのムーコ(再放送)が放送を終了するため、9月25日の最終回では15分の拡大放送(2話連続)となった。

#### 声の出演（第3作）
- カリメロ - 朝井彩加[32]
- プリシラ - 大久保瑠美[32]
- ジュリアーノ - 菊池こころ[32]
- ピーター - 櫻井トオル[32]
- スージー - 花藤蓮
- ペッペ親分 - 丸山智行

#### スタッフ（第3作）
- 原作 - ニーノ・パゴット、トニー・パゴット、イニャツィオ・コルナギ
- 監督 - ウィリアム・ルノー
- シリーズ構成 - マルコ・パゴット、ジー・パゴット、ヴァレリー・バランスキー
- 日本語版制作 - グロービジョン
- 演出 - 百瀬浩二
- 翻訳 - 石原千麻
- エグゼクティブプロデューサー - 斉木裕明、鈴木伸育、ピエール・ベライシュ
- プロデューサー - 菅沢正浩、松下卓也、マルク・ドラミ
- アニメーション制作 - GAUMONT ANIMATION
- 製作 - GAUMONT ANIMATION、GAUMONT TELEVISION 、STUDIO  CAMPEDELLI、TV TOKYO、KODANSHA

#### 主題歌（第3作）
オープニングテーマ
「カリメロの歌」（2014年10月7日 - 2016年9月25日）
歌 - プリシラ（大久保瑠美) (2014年10月7日 - 2015年3月31日、2015年10月3日 - 2016年9月25日）
歌 - 玉城ティナ（2015年4月4日 - 9月26日）
エンディングテーマ
ED1（2014年10月7日 - 2015年3月31日、2015年10月3日 - 2016年9月25日）
テレビ東京版のエンディング、挿入歌にも使われている。
ED2「ぼくはカリメロ」（2015年4月4日 - 9月26日）
作詞 - よしだたけし、山田太一 / 作曲 - 木下忠司
歌 - 玉城ティナ
カリメロのコラボレーション企画として特別に使用された。

#### 放送局（第3作）
※2016年4月3日現在
| 放送地域       | 放送局         | 放送期間                       | 放送日時         | 放送系列       | 遅れ       | 備考   |
| -------------- | -------------- | ------------------------------ | ---------------- | -------------- | ---------- | ------ |
| 関東広域圏     | テレビ東京     | 2014年10月7日 − 2016年9月25日  | 日曜 7:00 - 7:14 | テレビ東京系列 | 製作局     | [ 34 ] |
| 北海道         | テレビ北海道   | 2014年10月7日 − 2016年9月25日  | 日曜 7:00 - 7:14 | テレビ東京系列 | 同時ネット | [ 35 ] |
| 愛知県         | テレビ愛知     | 2014年10月7日 − 2016年9月25日  | 日曜 7:00 - 7:14 | テレビ東京系列 | 同時ネット | [ 34 ] |
| 岡山県・香川県 | テレビせとうち | 2014年10月7日 − 2016年9月25日  | 日曜 7:00 - 7:14 | テレビ東京系列 | 同時ネット | [ 35 ] |
| 大阪府         | テレビ大阪     | 2014年10月11日 − 2016年9月25日 | 日曜 7:00 - 7:15 | テレビ東京系列 | 同時ネット | [ 36 ] |
| 福岡県         | TVQ九州放送    | 2014年10月11日 − 2016年9月25日 | 日曜 7:00 - 7:14 | テレビ東京系列 | 同時ネット | [ 37 ] |